# Stepan Tymoschenko

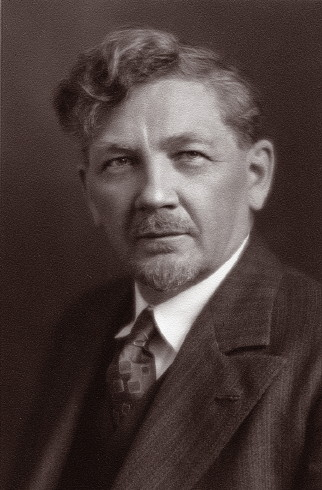
Stepan Tymoschenko

Stepan Prokopowytsch Tymoschenko (englische Transkription Stephen Timoshenko, * 11. Dezemberjul. / 23. Dezember 1878greg. in Schpotowka, Gouvernement Tschernigow, Russisches Kaiserreich; † 29. Mai 1972 in Wuppertal-Elberfeld) war ein ukrainisch-russischer und US-amerikanischer Physiker, Pionier der angewandten Mechanik (Technische Mechanik).

## Leben
Nach einem Ingenieurstudium (1896 bis 1901 in Sankt Petersburg und 1904 bis 1906 an der Universität Göttingen), einem zweijährigen Wehrdienst 1901/02 und einer Dozentur in Sankt Petersburg (1903/04 am Polytechnischen Institut) wirkte er von 1906 bis 1911 als Professor an der Bau-Ingenieurfakultät des Polytechnischen Instituts in Kiew. Er wurde dort aus politischen Gründen entlassen. Daraufhin nahm er 1913 am Polytechnischen Institut St. Petersburg die Stelle von Alexei Nikolajewitsch Krylow ein (Professor für technische Mechanik). Einer seiner Schüler war Kiriak Sawriewi. 1916 wurde er Professor am Polytechnischen Institut in Kiew und Begründer (sowie Direktor) des Forschungsinstituts für Mechanik an der Akademie der Wissenschaften der Ukraine, die neu errichtet worden war.  1918 wurde er Mitglied der Akademie. Er lehrte kurze Zeit in Zagreb (1921–1922) und ging dann in die USA. Er arbeitete hier zuerst bei Westinghouse und wurde dann Professor an der University of Michigan (1928–1935), danach ab 1936 an der Stanford University (bei San Francisco), mit einem breiten Wirkungsfeld. 1939 wurde Tymoshenko in die American Philosophical Society sowie in die Académie des sciences und 1940 in die National Academy of Sciences gewählt. 1944 wurde er in Stanford emeritiert. 1947 erhielt er die James-Watt-Medaille. 
Tymoshenko schrieb Erinnerungen, in denen er die Struktur der Wissenschaften im Zaren- und im Deutschen Reich, in der UdSSR und in den USA nach seinen Erfahrungen schildert, als Physiker im „Zeitalter der Extreme“ (Hobsbawm). Das Buch ist ein seltenes Beispiel der Autobiographien eines Ingenieurwissenschaftlers, einer Persönlichkeit, in deren Leben sich Technik und Zeitgeschichte eng verband.
Tymoshenko ist für Arbeiten in der Elastizitätstheorie bekannt und entwickelte unter anderem Gleichungen in der Balkentheorie. Er beschäftigte sich auch mit der Geschichte der Elastizitätstheorie.
1964 zog er nach Wuppertal, wo er 1972 starb. Seine sterblichen Überreste wurden in Palo Alto beigesetzt.
Die American Society of Mechanical Engineers (ASME) verleiht jährlich einen renommierten Preis, die Timoschenko-Medaille.

## Schriften
- Vibration problems in engineering, Van Nostrand 1928 (5. Auflage, mit W. Weaver, D. H. Young, John Wiley & Sons, 1990)
- Festigkeitslehre, Springer-Verlag, 1928
- Strength of Materials, Van Nostrand, 1930 (3. Auflage: 1955/56)
- Schwingungsprobleme der Technik, Springer, 1932
- mit D.H.Young: Engineering mechanics: Statics, McGraw Hill, 1937
- Theory of Plates and Shells, McGraw Hill, 1940
- mit D.H.Young: Theory of Structures, McGraw Hill 1945
- Collected papers, McGraw-Hill, 1953
- Engineering education in Russia, McGraw Hill, 1959
- Theory of elastic stability, McGraw Hill, 1936 (2. Auflage 1961)
- Erinnerungen (engl. As I remember, van Nostrand 1968) Dt. Übers. Albert Duda, Berlin: Ernst & Sohn, 2006, ISBN 3-433-01816-2
- mit James N. Goodier: Theory of Elasticity, 3. Auflage 1969
- mit James Gere: Mechanics of Materials, Van Nostrand, 1972
- History of strength of materials, Dover 1983